# L'Union française (quotidien)
Pour les articles homonymes, voir L'Union française.
L'Union française est un quotidien créé à Saïgon par Henry Chavigny de Lachevrotière en 1946. M. de Lachevrotière en était à la fois le propriétaire et le rédacteur en chef. Il dirigea le journal jusqu'à son assassinat le 12 janvier 1951.
Ce journal était le principal quotidien français de Saïgon dans les années 1950.
La rédaction du journal était située au 23-25, rue Catinat à Saïgon.